# Raffaele Pettazzoni
Raffaele Pettazzoni (San Giovanni in Persiceto, 3 febbraio 1883 – Roma, 8 dicembre 1959) è stato uno storico delle religioni italiano.

## Biografia
Nato il 3 febbraio 1883 a San Giovanni in Persiceto, dopo l'abbandono della fede cattolica e l'iscrizione al Partito Socialista Italiano intorno all'età di diciotto anni, nel 1901 si iscrive alla facoltà di lettere dell'università di Bologna cominciando a interessarsi a temi di etnologia, demologia, mitologia comparata indoeuropa e di storia e psicologia della religione e presso la stessa si laurea nel 1905 con una tesi intitolata Le Origini dei Kabiri nelle isole del Mar Tracio (pubblicata, poi, nel 1909 nelle Memorie dell'Accademia dei Lincei) sotto la direzione di Vittorio Puntoni. Frequenta, tra il 1906 e il 1909, la Scuola italiana di Archeologia e qui consegue il Diploma in archeologia. Nel 1909 ottiene l'impiego di Ispettore presso Museo preistorico ed etnografico di Roma dove resta fino al 1914. Qui, grazie anche alla biblioteca del museo, potrà la propria formazione con lo studio delle religioni primitive, della paleoetnologia e delle religioni dei vari popoli.
Nel 1909 una missione in Sardegna gli consente di raccogliere il materiale per La religione primitiva in Sardegna, lavoro che sarà pubblicato nel 1912 incentrato sulla religione protosarda e in particolare sulla figura del Sardus Pater. Nello stesso anno partecipa al Quarto congresso internazionale di storia delle religioni a Leida. Nel 1913 consegue la libera docenza in Storia delle religioni e nell'anno accademico 1913/1914 tiene a Roma il suo primo corso da docente universitario. Nel 1914 viene trasferito al Museo civico di Bologna e insegna Storia delle Religioni presso l'Ateneo bolognese fino al 1923, interrompendo l'insegnamento nel 1916-1919 a causa dello svolgimento del servizio militare compiuto prevalentemente in Grecia. Prima di questa interruzioni Pettazzoni pubblica numerosi articoli, saggi, recensioni e note occupandosi anche di questioni relative al metodo con il quale si studiano le religioni. Di particolare importanza è il metodo da lui adottato: quello storico-comparativo, di cui fu pioniere e primo applicatore, con il quale i fenomeni religiosi vengono comparati nel loro sviluppo storico poiché ogni singolo fatto religioso viene concepito come una formazione e come tale è lo sbocco e quindi l'indice di uno svolgimento anteriore e insieme il punto di partenza di un ulteriore sviluppo. Al ritorno dal servizio militare pubblicherà i volumi La religione di Zarathustra nella storia religiosa dell'Iran (1920), La religione nella Grecia antica fino ad Alessandro (1921), I Misteri (1924) e il grosso volume L'essere celeste nelle credenze dei popoli primitivi (1922).

### Pettazzoni a Roma
Nell'anno accademico 1923-1924 viene istituita la prima cattedra di Storia delle Religioni all'università di Roma "La Sapienza" e Pettazzoni ne diviene titolare; il 17 gennaio 1924 pronunciò la prolusione universitaria in occasione dell'inaugurazione del suo primo corso di Storia delle religioni e la pubblica nello stesso anno con il titolo Svolgimento e carattere della storia delle religioni. A Roma fonderà l'Istituto e la Scuola di studi storico-religiosi con l'annessa biblioteca speciale e nel 1925 comincerà a la rivista Studi e materiali di storia delle religioni. Merito di Pettazzoni sarà anche, nel 1937, l'introduzione nella facoltà di Lettere dell'insegnamento dell'Etnologia come scienza storica e ne terrà egli stesso i primi corsi fino al 1939. Fonda successivamente, nel 1942, l'Istituto per le civiltà primitive e nel 1947 la Scuola di perfezionamento in scienze etnologiche. Occuperà la cattedra per trent'anni, fino al 1953. Tra i suoi allievi a Roma ci furono Angelo Brelich e Dario Sabbatucci, altri due importanti storici delle religioni che avrebbero fondato la cosiddetta "Scuola romana di Storia delle religioni". Fu direttore della sezione Storia delle religioni e Folklore dell'Enciclopedia Italiana dal 1925 al 1937.
Nel decennio 1925-1935 Pettazzoni si occupa sistematicamente della pratica confessionale nei sistemi religiosi non cristiani e pubblica i tre volumi La confessione dei peccati (1929, 1935, 1936). Nel 1929 pubblica anche il volume La mitologia giapponese. Nel 1933 fu nominato Accademico d'Italia. In questo periodo fu anche direttore della sezione Storia delle religioni e Folklore dell'Enciclopedia Italiana (1925-1937).
Negli anni Trenta-Quaranta l'interesse di Pettazzoni si concentra sul tema degli attributi dell'essere supremo, in particolare sull'onniveggenza-onniscienza. Risultato di questi studi sarà il lavoro L'onniscienza di Dio (1955). È di questi anni anche la riedizione de La religione nella Grecia antica (1953) con una importante nuova Introduzione. Nel 1954 nascono la rivista internazionale Numen e la collezione Studies in the History of Religions, che Pettazzoni dirige fino alla morte. Riguarderà invece i miti e le leggende dei popoli privi di scrittura l'antologia: Miti e leggende in quattro volumi (1948; 1953; 1959 con la collaborazione di T. Tentori; 1963, pubblicato postumo a cura di V. Lanternari).
Numerosi articoli e saggi di Pettazzoni, pubblicati in riviste ed opere collettive italiane e straniere, sono raccolti nei volumi Saggi di storia delle religioni e di mitologia (1946), Italia religiosa (1952), Essays on the History of Religions (1954). L'ultimo volume è Letture religiose (1958).
Si ritira dall'insegnamento alla fine dell'anno accademico 1952-1953 per raggiunti limiti di età.
Muore a Roma l'8 dicembre 1959.

### Riconoscimenti e onorificenze
Egli fu socio nazionale dell'Accademia dei Lincei (nel 1946 aveva ottenuto il Premio reale dei lincei), socio corrispondente dell'Accademia Pontaniana di Napoli e membro di numerosi istituti e società scientifiche d'Italia, membro straniero della Reale Accademia Olandese delle Scienze, socio d'onore (unico tra gli italiani) della Folklore Society di Londra, membro di altre società scientifiche straniere, fu nominato dottore honoris causa dalle università di Bruxelles e di Strasburgo, presidente dell'Associazione internazionale per la storia delle religioni (1950).

## Intitolazioni
Nel 2008 è stata intitolata a Raffaele Pettazzoni la Biblioteca di studi storico-religiosi dell'Università "La Sapienza" di Roma.

## Clima culturale in avvio di carriera
Formatosi culturalmente nell'ambito dello storicismo, con l'istituzionalizzazione in Italia della "storia delle religioni" come disciplina autonoma, fu uno dei primi a proporre un approccio storico allo studio della religione. Pettazzoni è il fondatore della scuola italiana di Storia delle religioni negli anni '20 e della rivista scientifica Studi e materiali di storia delle religioni nel 1925. Compara diverse forme di religione senza limitarsi a un unico ambito, scrive nel 1955 L'onniscienza di Dio. 700 pagine frutto di una vita fatta di ricerche in cui prende in esame le teorie di Schmidt e ne dimostra l'inesattezza. Nel corso dei suoi studi dovette fronteggiare il pregiudizio clericale, secondo cui lo studio delle religioni era monopolio della Chiesa, e il pregiudizio laicistico degli anticlericali come Benedetto Croce, secondo cui lo studio delle religioni era una disciplina oziosa e priva di interesse (nel 1924 è lui stesso a definire tali studi: "(...) sorti unicamente per bisogno di erudizione" da La Critica). Massone, il 14 novembre 1907 Pettazzoni aderì alla Loggia "Rienzi" del Grande Oriente d'Italia a Roma, della quale fu in seguito Oratore, e nel 1913 fu ricevuto al quarto grado del Rito scozzese antico ed accettato nel Capitolo Rosa-Croce. Diede le sue dimissioni nell'ottobre del 1914 in seguito al suo trasferimento a Bologna.

## Pensiero
Parte rilevante della sua opera è stata dedicata a confutare la teoria del monoteismo primordiale (Urmonotheismus) di Wilhelm Schmidt e allo studio degli esseri supremi delle religioni primitive. Non esistono società primitive in cui si evidenzi il monoteismo. In tutte le società la presenza dell'essere supremo è contrastata da altre entità spirituali. L'essere supremo è preminente ma non unico e esclusivo. Schmidt confonde l'idea di essere supremo con quella del dio monoteistico. Pettazzoni mostra che il monoteismo è una realtà religiosa recente, realizzata come atto polemico e rivoluzionante il politeismo. Questa polemica è portata avanti dai profeti vetero-testamentari che polemizzano con le divinità cananee e affermano il monoteismo etico di Israele, l'Essere trascendente esclusivo, mentre altri esseri fanno parte della realtà. Schmidt confonde ricerca scientifica e teologia. Nel 1957 Pettazzoni scrive un libretto: L'essere supremo nelle religioni primitive, in cui sintetizza i risultati esposti in forma più ampia nel volume L'onniscienza di Dio, del 1955. L'idea di dio nelle religioni primitive non è un'idea apriori e indipendente dai contesti storici. Esiste solo storicamente. Nasce dalla condizione esistenziale che varia a seconda del tipo di società. A seconda della situazione esistenziale dell'uomo si elabora un'idea di dio che possa soddisfarlo, l'essere supremo non esiste a priori ma solo nel contesto storico. Può essere colui che invia la pioggia o il tutore e garante della caccia, o la madre terra delle società agricole, sono i contesti storici che danno l'esistenza all'essere supremo. Non esiste a priori, non è un dato ontologico preesistente. Ma proviene dalla situazione storica contingente. La religione è un prodotto storico condizionato dal contesto storico-sociale e in grado di condizionarlo a sua volta; è una realtà culturale autonoma rispetto ad altre realtà culturali all'interno di una stessa società.
In quanto prodotto storico, va precisato che a una pluralità di storie corrisponde una pluralità di religioni: ogni popolo ha la propria storia e, quindi, la propria religione e le proprie risposte ai grandi problemi dell'umanità.
Ciò che rende differente la religione da altri fenomeni socio-culturali è l'importanza dei riti di passaggio: la religione riguarda, dunque, i momenti importanti della vita dell'individuo.
La religione, nell'ottica di Pettazzoni, conservando una sua specificità all'interno dei prodotti culturali, necessita di un metodo determinato perché questo ambito possa essere studiato; nello specifico, Pettazzoni, adottò quello storico-comparativo che, rispetto al metodo comparativo classico dell'antropologia britannica, privilegiava il momento della individuazione delle specificità dei singoli prodotti culturali a partire dalla ricerca dell'affinità e dell'analogia. Il prodotto del suo percorso intellettuale, nella sua interezza, è stato di fondamentale importanza per la scuola di studi che gli è succeduta.
Per una rassegna bibliografica delle pubblicazioni relative alla figura e alla produzione scientifica di Pettazzoni dalla sua morte ad oggi cfr. Mario Gandini, Cinquant'anni di studi su Raffaele Pettazzoni 1959-2009, in “Storia, antropologia e scienze del linguaggio”, A. XXIV, fasc. 3 (2009, settembre-dicembre), pp. 47–94.

## Opere principali
- La religione primitiva in Sardegna, 1912;
- La religione di Zarathustra nella storia religiosa dell'Iran, (Bologna: Zanichelli, 1920);
- La religione nella Grecia antica fino ad Alessandro, 1921;
- Dio: formazione e sviluppo del monoteismo (vol. I: L'Essere celeste nelle credenze dei popoli primitivi, 1922);
- I misteri, 1924;
- La confessione dei peccati (3 voll., 1929-1935);
- Saggi di storia delle religioni e di mitologia, 1946, ripubblicato nel 2014;
- Miti e leggende (4 voll., 1948-1963);
- Italia religiosa (1952; ripubblicato nel 2020);
- Essays on history of religion, 1954;
- L'onniscienza di Dio, 1955;
- L'essere supremo nelle religioni primitive, 1957;
- Religione e società (postumo 1966).